# Turraea socotrana
Turraea socotrana là một loài thực vật thuộc họ Meliaceae. Đây là loài đặc hữu của Yemen. Môi trường sống tự nhiên của chúng là vùng nhiều đá.